# Carl T. Fischer
Carl Theodore Fischer (Los Ángeles, 9 de abril de 1912–Sherman Oaks, 27 de marzo de 1954) fue un pianista y compositor de jazz nativo americano. Trabajó con Frankie Laine y compuso la exitosa canción de Laine de 1945, We'll Be Together Again y You've Changed con letra de Bill Carey.

## Fondo
Nació el 9 de abril de 1912 en Los Ángeles, California. Los padres de Fischer, de ascendencia Cherokee, superaron la pobreza para brindarle lecciones de música.

## Carrera musical
A la edad de 32 años, se unió a una banda de gira y escribió algunos éxitos menores, lo que lo llevó a trabajar como acompañante de Laine. Con el apoyo de Laine, escribió el musical Tecumseh!, aunque nunca se realizó antes de la muerte de Fischer.

## Familia
Las hijas de Fischer, Carol y Terry formaron The Murmaids, el grupo que tuvo una exitosa grabación de Popsicles and Icicles en 1964.

## Muerte
Murió el 27 de marzo de 1954 en Sherman Oaks, California.